# Odontotrypes szetshwanus
Odontotrypes szetshwanus är en skalbaggsart som beskrevs av Nikolajev 1977. Odontotrypes szetshwanus ingår i släktet Odontotrypes och familjen tordyvlar. Inga underarter finns listade i Catalogue of Life.